# Anatoliusz Miszak
Anatoliusz Józef Miszak (ur. 20 września 1940 w Łomży) – polski polityk, poseł na Sejm PRL IX kadencji, łomżyński urzędnik samorządowy.

## Życiorys
W 1958 ukończył I Liceum Ogólnokształcące w Łomży. Od 1962 pracował w Rejonowym Kierownictwie Robót Wodno-Melioracyjnych w Łomży, a w latach 1966–1968 w Powiatowym Przedsiębiorstwie Remontowo-Budowlanym jako majster i kierownik budowy. W 1967 wstąpił do Polskiej Zjednoczonej Partii Robotniczej. Od 1968 pracował w Łomżyńskich Zakładach Przemysłu Bawełnianego „Narew” jako kierownik Sekcji Postępu Technicznego. Zasiadał w tamtejszej egzekutywie Komitetu Zakładowego PZPR. W 1974 uzyskał tytuł zawodowy inżyniera budownictwa lądowego w Wyższej Szkole Inżynieryjnej w Białymstoku. W latach 1985–1989 pełnił mandat posła na Sejm PRL IX kadencji z okręgu Łomża, zasiadając w Komisji Planu Gospodarczego, Budżetu i Finansów.

## Odznaczenia
- Złoty Krzyż Zasługi (1980)
- Srebrny Krzyż Zasługi (1975)
- Medal 40-lecia Polski Ludowej (1985)

I odznaki.